# Lastra a Signa
Lastra a Signa ist eine italienische Gemeinde mit 19.712 Einwohnern (Stand 31. Dezember 2023) in der Metropolitanstadt Florenz in der Region Toskana.

## Geografie

Lage von Lastra a Signa in der Metropolitanstadt Florenz

Die Gemeinde liegt rund 12 km westlich der Provinz- und Regionalhauptstadt Florenz am Zusammenfluss von Arno (4 km im Gemeindegebiet) und Vingone (2 von 13 km im Gemeindegebiet). An der südwestlichen Gemeindegrenze fließt der Pesa (6 km im Gemeindegebiet).
Zu den Ortsteilen zählen Bracciatica, Brucianesi, Calcinaia, Carcheri, Ginestra Fiorentina, Inno, La Lisca, La Luna, Lecceto, Malmantile, Marliano, Ponte a Signa, Porto di Mezzo, Quattro Strade, San Martino a Gangalandi, San Romolo, Sant’Ilario a Settimo, Stagno und Val di Rose.
Die Nachbargemeinden sind Carmignano (PO), Montelupo Fiorentino, Montespertoli, Scandicci und Signa.

## Geschichte
Der Name entstammt dem Wort Sandstein (lastre), der zweite Namensteil bezieht sich auf die Nähe zur Nachbargemeinde Signa. Bis zum Ende des 13. Jahrhunderts war der Ort noch unter dem Namen Lastra a Gangalandi bekannt, benannt nach einer örtlichen ghibellinischen Adelsfamilie. Bewohnt war der Ort wahrscheinlich schon vor dem 11. Jahrhundert als Raststation an der Via Pisana, der antiken Verbindungsstraße zwischen Pisa und Florenz. Mit der Expansion der Republik Florenz im 12. Jahrhundert fiel der Ort in deren Machtbereich. Es wurden die bis heute wichtigen Arnobrücken errichtet und 1326 die Stadtmauer geplant, die allerdings erst gegen Ende des Jahrhunderts fertiggestellt wurde und als Vorverteidigungsposten für Florenz gedacht war.

## Sehenswürdigkeiten

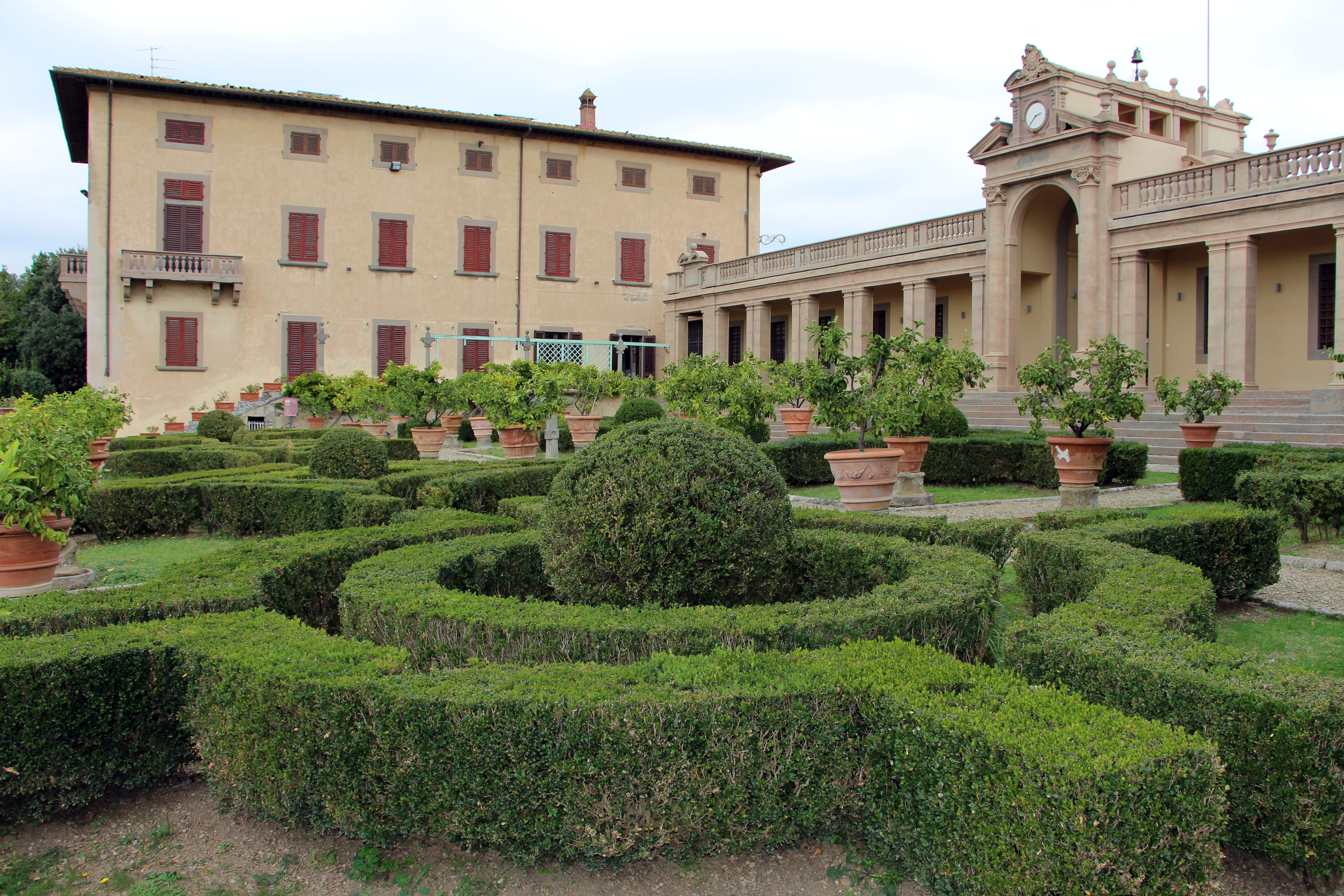
Villa Caruso di Bellosguardo

- Cinta muraria del Brunelleschi, historische Stadtmauer aus dem 14. Jahrhundert, an deren Ausbau von 1424 bis 1426 Filippo Brunelleschi maßgeblich beteiligt war
- Spedale di Sant’Antonio aus dem 15. Jahrhundert
- Villa di Bellosguardo aus dem 16. Jahrhundert. 1906 wurde die Villa von dem Tenor Enrico Caruso gekauft, seitdem trägt sie auch den Namen Villa Caruso. Das Enrico Caruso Museum (Museo Enrico Caruso), das einzige in Italien, das dem Tenor gewidmet ist, wurde 2012 in der Villa eröffnet. Das Museum zeigt Phonographen, Grammophone und persönliche Gegenstände von Caruso sowie Erinnerungsstücke.

## Verkehr
- Der Ort hat eine Anschlussstelle an der Strada di grande comunicazione Firenze-Pisa-Livorno.

## Söhne und Töchter der Gemeinde
- Renato Bertelli (1900–1974), Künstler
- Egisto Pandolfini (1926–2019), Fußballspieler
- Silvano Bertini (1940–2021), Boxer